# Cyathula erinacea
Cyathula erinacea är en amarantväxtart som beskrevs av Schinz. Cyathula erinacea ingår i släktet Cyathula, och familjen amarantväxter. Inga underarter finns listade i Catalogue of Life.